# Амилахвари, Александр Владимирович
князь Александр Владимирович Амилахвари (20 ноября 1879, Гори — 21 августа 1968, Нью-Йорк) — полковник Российской императорской армии, участник Перовой мировой войны. После Октябрьской революции жил в Тифлисе, затем эмигрировал в Турцию. Участвовал в Гражданской войне в Испании на стороне генерала Франко. Затем жил в Перу и США.

## Биография
Александр Амилахвари родился 20 ноября 1879 года в Гори. Происходил из дворянского княжеского рода Амилахвари. Обучался в Тифлииском кадетском корпусе, затем получал образование в Пажеском корпусе. После экзамена, 13 августа 1902 года был произведён в чин хорунжего, выпущен в Кизляро-Гребенский казачий полк и был прикомандирован с 23 мая 1903 года в лейб-гвардии 3-й Терской казачьей сотни Собственного Его Величества Конвоя. 6 декабря 1909 года был произведён в подъесаулы. 8 апреля 1913 года был зачислен в запас гвардейской кавалерии по Петербургскому уезду и переименован в чине в штабс-ротмистры.
Принимал участие в Первой мировой войне. По состоянию на декабрь 1915 года служил в Татарском конном полку в чине штабс-ротмистра. В 1917 года служил в чине полковника и был командиром Грузинского конного полка, который был сформирован им.
После Октябрьской революции жил в Тифлисе, работал во французском обществе «Опторг». В 1920 году Александр Владимирович эмигрировал в Стамбул, а затем в Париж. Изначально работал на заводе, затем в Доме вышивки «Китмир», в 1930-х годах работал в журнале «Кавказ». Был членом-основателем лож «Золотое руно», в 1924 году, и «Прометей», в 1926 году.
Участник Гражданской войны в Испании, служил в качестве добровольца на стороне генерала Франко: в ноябре 1936 года выехал из Парижа в Испанию вместе с пятью другими грузинами, членами Союза грузинских дворян; вместе с этой группой присоединился к терции "Наварра", с которой и воевал на севере Испании. В 1937 году написал статью в парижский журнал "Картлоси": Мы, грузины, пребывающие ныне в рядах карлистов, счастливы тем, что нам даётся возможность хотя бы здесь, в Испании, в горах Наварры, воевать с носителями разрушающей нашу Родину идеи. Недалёк, вероятно, тот час, когда зазвонит колокол освобождения нашей страны. Тогда мы хотим быть и будем вместе с грузинским народом в первых рядах борцов". По состоянию на февраль 1954 года проживал в Перу, а с 1957 года в США. В США был председателем Союза русских военных инвалидов в Нью-Йорке. Скончался 21 августа 1968 года в Нью-Йорке, был похоронен в Ново-Дивеевском монастыре (штат Нью-Йорк).

## Награды
Александр Владимирович Амилахвари был удостоен следующих наград:
- Орден Святого Станислава 3-й степени (6 декабря 1910)
- Георгиевское оружие (Высочайший приказ от 10 декабря 1915)